# Eleotris melanura
Eleotris melanura är en fiskart som beskrevs av Bleeker, 1849. Eleotris melanura ingår i släktet Eleotris och familjen Eleotridae. Inga underarter finns listade i Catalogue of Life.